# William Castle
William Castle (24 de abril de 1914 - 31 de mayo de 1977) fue un director, productor y actor cinematográfico estadounidense.

## Biografía
Su verdadero nombre era William Schloss, y nació en Nueva York, en el seno de una familia de origen judío. Schloss significa castillo ("castle") en alemán, por lo que Castle probablemente tradujo su apellido al inglés para evitar la discriminación que a veces soportaban los artistas judíos de la época. La mayor parte de su adolescencia la pasó trabajando en Broadway en diversas ocupaciones que iban desde el montaje de decorados hasta la actuación. Esto le dio una buena preparación para la dirección, y a los 23 años de edad se trasladó a Hollywood, donde dirigió su primer film seis años más tarde. Además trabajó como ayudante de dirección de Orson Welles, encargándose de gran parte del trabajo de localizaciones de la segunda unidad de la película The Lady from Shanghai, dirigida por aquel.
Castle fue famoso por dirigir películas con muchas novedades, las cuales promovía ambiciosamente, a pesar de ser habitualmente títulos de bajo presupuesto de la serie B. Cinco de esas producciones fueron escritas por el novelista de aventuras Robb White. En años posteriores se versionaron dos de sus filmes, House on Haunted Hill en 1999, y 13 Ghosts en 2001 (la última con el título de Thirteen Ghosts).
También produjo y tuvo un breve papel no hablado en la película de Roman Polanski Rosemary's Baby (1968). Según la documentación de su estreno en DVD, Castle quería dirigir el filme, pero el estudio insistió en contratar otro director dada la reputación que Castle había obtenido con su trabajo previo.
Tras una larga carrera, William Castle falleció en Los Ángeles, California, a causa de un infarto agudo de miocardio. Está enterrado en el Cementerio Forest Lawn Memorial Park de Glendale (California).

## Filmografía
- Bug (1975, guionista/productor)
- Shanks (1974)
- Rosemary's Baby (1968, productor)
- Project X (1968)
- The Spirit Is Willing (1967)
- The Busy Body (1967)
- Let's Kill Uncle (1966)
- I Saw What You Did (1965)
- Night Walker (1964)
- Strait-Jacket (1964)
- The Old Dark House (1963)
- 13 Frightened Girls (1963)
- Zotz! (1962)
- Mr. Sardonicus (1961)
- Homicidal (1961)
- 13 Ghosts (1960)
- The Tingler (1959)
- House on Haunted Hill (1959)
- Macabre (1958)
- Uranium Boom (1956)
- The Houston Story (1956)
- Duel on the Mississippi (1955)
- The Gun That Won the West (1955)
- New Orleans Uncensored (1955)
- The Americano (1955)
- Masterson of Kansas (1954)
- The Law vs. Billy the Kid (1954)
- The Saracen Blade (1954)
- The Iron Glove (1954)
- Drums of Tahiti 3D (1954)
- Jesse James vs. the Daltons (3-D) (1954)
- The Battle of Rogue River (1954)
- Charge of the Lancers (1954)
- Slaves of Babylon (1953)
- Conquest of Cochise (1953)
- Serpent of the Nile (1953)
- Fort Ti (3-D) (1953)
- Cave of Outlaws (1951)
- Hollywood Story (1951)
- The Fat Man (1951)
- It's a Small World (1950)
- Undertow (1949)
- Johnny Stool Pigeon (1949)
- The Gentleman from Nowhere (1948)
- Texas, Brooklyn and Heaven (1948)
- Crime Doctor's Gamble (1947)
- Crime Doctor's Man Hunt (1946)
- The Return of Rusty (1946)
- The Whistler (1946)
- Just Before Dawn (1946)
- The Whistler (1945)
- Crime Doctor's Warning (1945)
- The Mark of the Whistler (1944)
- When Strangers Marry (1944)
- She's a Soldier Too (1944)
- The Whistler (1944)
- Klondike Kate (1943)
- The Chance of a Lifetime (1943)